# 香蘭社
株式会社香蘭社（こうらんしゃ、英: KORANSHA Co., Ltd.）は、佐賀県西松浦郡有田町に本社・工場を置くセラミックスメーカーである。主な製品は高級陶磁器やがいしなど。有田町の他、岐阜県多治見市にも工場がある。
当地の有田焼（伊万里焼）の技術を活かして磁器製絶縁がいしを日本で初めて製造した深川栄左ヱ門（8代目）らにより、1879年に設立された。九州で最初に設立された企業法人とされる。深川家の人間が社長を代々務め、2013年に15代目が社長に就任している。
なお、深川製磁は、深川栄左ヱ門の次男である深川忠次が1894年（明治27年）に設立した会社である。
第二次世界大戦前は国内の磁器がいしの4大メーカーの一つ（他の3社は大阪陶業、松風窯業、日本碍子）とされ、戦中の経済統制下化では九州・山口県および満州・朝鮮半島の販売を受け持った。このため終戦に伴い販路の多くを失った。

## 沿革
- 1689年（元禄2年） 深川家の祖又四郎（初代深川栄左衛門）、有田で陶磁器製造を始める。
- 1870年（明治3年） 工部省電信局の下命により、八代深川栄左衛門、磁器による電信用がいしの製造に成功。
- 1875年（明治8年） 工芸品としての陶磁器輸出などを目的に、有田の窯業家が結集して合本組織香蘭社を創業[1]。横浜支店開設。
- 1876年（明治9年） フィラデルフィア万国博覧会で海外に初の出品。
- 1878年（明治11年） 第4回パリ万国博覧会で金賞を受賞。以降、国内外の博覧会での受賞は50回以上。東京支店開設。
- 1879年（明治12年） 経営に関する対立から合本組織が解散し、深川栄左ヱ門が資本金25,000円で香蘭合名会社を設立（深川以外の経営陣は精磁会社を興して国内外の博覧会に出品し、宮内省からも受注した[2]が、こちらは1888年に解散した）。長崎支店開設（1899年（明治22年）に閉鎖）。
- 1884年（明治17年） この頃より、ロシアや清国に磁器がいしの輸出を本格的に開始。
- 1887年（明治20年） ウラジオストックに出張所を開設。
- 1894年（明治27年） 香蘭社深川栄左ヱ門の次男である深川忠次が深川製磁を設立。
- 1913年（大正2年） 佐世保出張所開設。
- 1916年（大正5年） 佐賀出張所開設。
- 1921年（大正10年） 大阪出張所開設。この頃、がいし焼成が石炭窯に切り替わる。
- 1927年（昭和2年） 福岡出張所開設。また、ロンドンに代理店設置。
- 1934年（昭和9年） 小倉出張所開設（1943年に閉鎖）。
- 1936年（昭和11年） 大連出張所開設。
- 1939年（昭和14年） 天津出張所開設。
- 1940年（昭和15年） 上海出張所開設。
- 1945年（昭和20年） 終戦とともに中国各地の営業拠点を失い、経営を縮小。佐賀（一時的）、大阪、佐世保の出張所も閉鎖。
- 1949年（昭和24年） 京都出張所開設（1960年に閉鎖）。
- 1959年（昭和34年） がいし焼成が重油トンネル窯に切り替わる。
- 1961年（昭和36年） 磁器がいしの輸出を本格的に再開。
- 1970年（昭和45年） 香蘭合名会社を株式会社香蘭社に組織変更。
- 1989年（平成元年） 株式会社香蘭社赤繪町工房を設立。
- 2007年（平成19年） 関連会社5社（香蘭社商事株式会社、香蘭社陶磁器販売株式会社、香蘭社陶芸株式会社、株式会社香蘭社赤繪町工房、香蘭建物株式会社）を合併。
- 2010年（平成22年） 東京の銀座に香蘭社ビルが落成。
- 2019年（令和元年） 香蘭社創立140周年を迎える。 北米最大規模のライフスタイル・ギフト関連見本市「NY NOW」に出展した「ピンストライプR 1客カップ＆ソーサー」が「Tabletop＋Gourmet Housewares」部門で、最優秀新商品グランプリを受賞。
- 2021年（令和3年） 新ブランド「by koransha」を立ち上げる。

## ショールーム
- 有田本店:佐賀県西松浦郡有田町幸平一丁目3番8号 (Map)
- 銀座香蘭社:東京都中央区銀座六丁目14番20号　銀座香蘭社ビル (Map)
- 福岡博多店:福岡県福岡市博多区下川端町3番2号 ホテルサイト2F 201号 (Map)

## シリーズ
- 愁海棠
- オーキッドレース
- リンドフィールド
- ローズガーデン
- セイントジョーン

## がいしの製造
21世紀もなお、がいし製造は香蘭社の売上高の約3分の1を占める。2011年には、日立化成工業から樹脂製ポリマーがいし事業を買収して事業の体質強化も行った。
2015年には、電気学会より「でんきの礎」として電気技術顕彰を受章。2018年10月27日に放送されたテレビ番組『ブラタモリ』内で、玉がいしを扱ったところ大きな反響があり、香蘭社の有田本店ショールームにて限定販売が行われた。